# Лірохвіст великий
Лірохвіст великий, або австралійський (Menura novaehollandiae) — співочий птах роду лірохвостів.

## Опис
Довжина тулуба −38-40 см, хвоста — 60 см, загальна довжина самок — 86 см. Мають довгу шию, сильно подовжений дзьоб. Колір пір'я темно-бурий. Крайні пір'їни хвоста стрічкоподібні із зазубреними вирізками, дещо зігнуті. Середня пара рульових пір'їн вужча, нагадує струни. Проміжні пера віялоподібні опахала. У самок вдвічі коротше, має звичайну будову.

## Спосіб життя
Полюбляє ліси та скреби. Веде наземний спосіб життя. Швидко та вправно бігає. Полохливий птах. Літає рідко. Ночує на гілках великих дерев. Активний вдень. Харчується хробаками, наземними ракоподібними, молюсками, комахами.
Займає велику територію — 500—700 м у діаметрі. Полігамний птах. Має 5-6 токовиних місць, які відвідує щоденно. Робить гніздо з пір'я, через тиждень відкладає 1 яйце темно-сірого кольору. Висиджує 45-50 днів.

## Особливості
Відомі голосові імітації, які роблять великі лірохвости. Вони гарно копіюють голоси коней, ягнят, скрегіт пилки, звуки дзвонів.
Часто розчищають невеликі майданчики, та "Танцюють", буває якщо один самець вступає на чужу територією, то між хазяїном та чужинцем починається танцювальний поєдинок.

## Розповсюдження
Великі лірохвости мешкають на південному сході Австралії, зокрема в штатах Вікторія та Квінсленд.

## Цікавинки
Великий лірохвіст зображений на австралійській монеті у 10 центів.